# ۱۶ ربیع‌الاول
۱۶ ربیع‌الاول، شانزدهمین روز از ماه ربیع‌الاول در تقویم هجری قمری است.
در تقویم هجری قمری قراردادی این روز ۷۵امین روز سال است.